# Mörk rödmyra
Mörk rödmyra (Myrmica lobicornis) är en myrart som beskrevs av Nylander 1846. Mörk rödmyra ingår i släktet rödmyror, och familjen myror. Arten är reproducerande i Sverige.

## Underarter
Arten delas in i följande underarter:
- M. l. brunescens
- M. l. foreliella
- M. l. lobicornis

## Bildgalleri

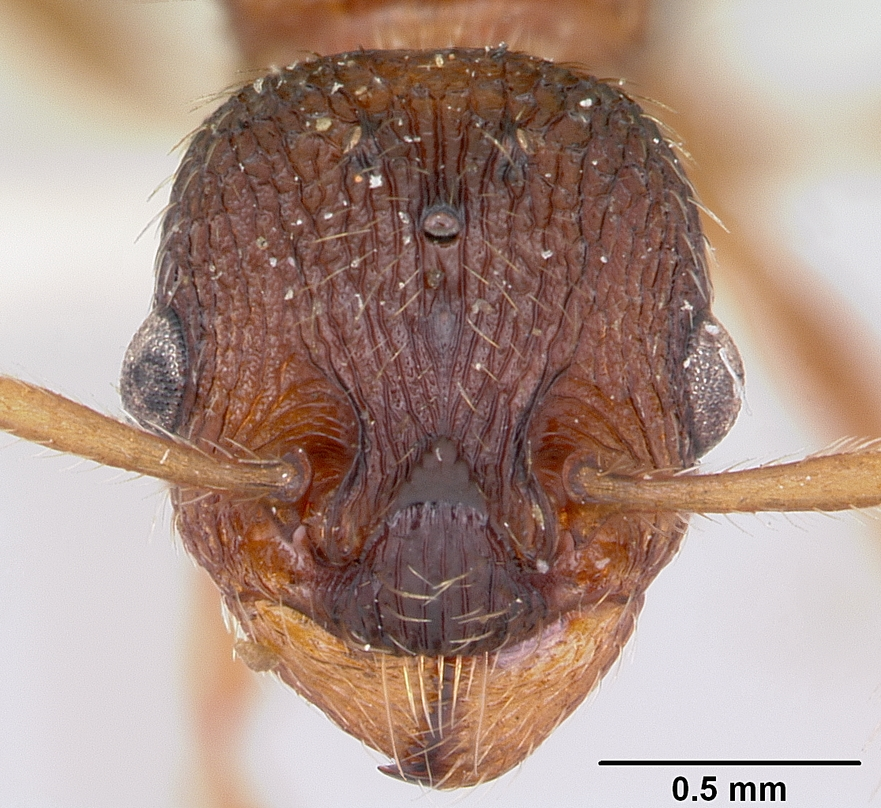